# General MIDI Level 2
General MIDI Level 2（ジェネラル・ミディ・レベル2）とは、General MIDIの拡張規格である。略称はGM2。

## 必要最低条件
- 同時発音数32
- 16チャンネル使用可能
- 16種類以上の楽器音の同時演奏対応
- 2種類以上のパーカッションの同時演奏対応

## パラメータ
GM2対応機器は、CC:0（Bank Select MSB）を121に設定し、CC:32（Bank LSB）の値を変更することで楽器音の別のバリエーションを選択することができる。Bank 0にはGM1の楽器音が収録されている。